# Diphyus victoriae
Diphyus victoriae är en stekelart som först beskrevs av Heinrich 1965.  Diphyus victoriae ingår i släktet Diphyus och familjen brokparasitsteklar. Inga underarter finns listade i Catalogue of Life.